# Harlan Fiske Stone
Harlan Fiske Stone (11. října 1872, Chesterfield, New Hampshire – 22. dubna 1946, Washington, D.C.) byl americký právník a politik.

## Profesní kariéra
V letech 1899 až 1924 dělil svůj čas mezi právní praxi na newyorském Wall Streetu a vyučováním práva na Columbijské univerzitě. Roku 1924 působil jako ministr spravedlnosti USA a navrhl Edgara Hoovera na post ředitele FBI.
V roce 1925 byl jmenován soudcem Nejvyššího soudu USA, v němž hlasoval například pro podporu Nového údělu či progresivních zákonů. Přestože pocházel z republikánského prostředí prezident Franklin Delano Roosevelt jej jmenoval 3. července 1941 předsedou Nejvyššího soudu USA.
Na základě americké tradice do jeho rukou složili přísahu dva prezidenti USA:
- 20. ledna 1945 – Franklin Delano Roosevelt
- 12. dubna 1945 – Harry S. Truman